# Condado de Hardee
O condado de Hardee (em inglês:  Hardee County) é um dos 67 condados do estado americano da Flórida. A sede e cidade mais populosa do condado é Wauchula. Foi fundado em 23 de abril de 1921.

## Geografia
De acordo com o United States Census Bureau, o condado possui uma área de 1 653 km², dos quais 1 652 km² estão cobertos por terra e 1 km² por água.

## Demografia
Segundo o censo nacional de 2010, o condado possui uma população de 27 731 habitantes e uma densidade populacional de 17 hab/km². Possui 9 722 residências, que resulta em uma densidade de 6 residências/km².
Das três localidades incorporadas no condado, Wauchula é a mais populosa, com 5 001 habitantes, enquanto Bowling Green é a mais densamente povoada, com 897,8 hab/km². Zolfo Springs é a menos populosa, com 1 827 habitantes. De 2000 para 2010, a população de Wauchula cresceu 14%.